# Alberta Heritage Savings Trust Fund
Der Alberta Heritage Savings Trust Fund (HSTF) wurde 1976 gegründet und ist ein kanadischer Staatsfonds, der Einnahmen zur Unterstützung des Provinzhaushalts generiert und Kapital für langfristiges Wachstum sichert.
Zum 31. März 2025 betrug das verwaltete Vermögen des Heritage Fund 27,2 Milliarden US-Dollar, was einem Anstieg von 4,2 Milliarden US-Dollar gegenüber dem Vorjahr entspricht.
Der Heritage Fund erzielte im Geschäftsjahr 2024/25 eine Rendite von 9,7 %.

## Geschichte
1976/77 wurde der Heritage Savings Trust Fund in Alberta gegründet, um einen Teil des Ressourcenreichtums der Provinz zu erhalten und den Einwohnern Albertas künftig Vorteile zu bieten. Leider war der Heritage Fund in seiner Fähigkeit, dies zu tun, eingeschränkt, da die regelmäßigen Beiträge aus nicht erneuerbaren Ressourcen (NRR) 1986/87 endeten, der reale Wert des Fonds im Laufe der Zeit aufgrund der Inflation sank und fast die gesamten Fondserträge ausgegeben wurden.
Dennoch hat die Regierung um Danielle Smith einen ehrgeizigen Plan entwickelt, um den Alberta Heritage Savings Trust Fund bis 2050 auf mindestens 250 Milliarden Dollar aufzustocken.